# Aquitard
En hydrogéologie, un aquitard représente une formation imperméable ou semi-perméable qui participe au drainage vertical des formations encaissantes supposées plus perméables. Un aquitard peut, de par son éventuelle imperméabilité, séparer deux couches ou formations aquifères, ou un aquifère et un aquiclude.